# Benjamin Tahirović
Benjamin Tahirović (Spånga, 2003. március 3. –) svéd születésű bosnyák válogatott labdarúgó, az AS Roma játékosa.

## Pályafutása

### Klubcsapatokban
Az AIK, a Djursholm és a Vasalunds korosztályos csapataiban nevelkedett. 2020. június 14-én 17 évesen, 3 hónaposan és 16 naposan mutatkozott be a Vasalunds csapatában a svéd harmadosztályban az IFK Berga csapata ellen 4–0-ra megnyert bajnoki mérkőzésen. A szezon végén megnyerték a bajnokságot és feljutottak a másodosztályba.
2021 februárjában 2026. június 30-ig szerződtette az olasz AS Roma csapata. Az akadémiához csatlakozott először. 2022. november 13-án mutatkozott be a felnőttek között a Torino ellen 1–1-re végződő bajnoki mérkőzésen a 69. percben Bryan Cristante cseréjeként. 2023. január 12-én a Genoa ellen a kupában is bemutatkozott.

### A válogatottban
2023 márciusában kapott először meghívót a felnőtt válogatottba az Izland és a Szlovákia elleni 2024-es labdarúgó-Európa-bajnokság selejtező mérkőzéseire. Március 23-án Izland ellen mutatkozott be a 3–0-ra megnyert mérkőzésen.

## Családja
Szülei Bosznia-Hercegovina fővárosából, Szarajevóból származnak, de a Délszláv háború kitörése után Svédországba vándoroltak. 2023 februárjában a bosnyák válogatottat választotta Svédország helyett.

## Statisztikái

### Klub
2023. május 6-i állapotnak megfelelően.
| Klub      | Szezon   | Bajnokság     | Bajnokság | Bajnokság | Kupa  | Kupa  | Nemzetközi | Nemzetközi | Egyéb | Egyéb | Összesen | Összesen |
| Klub      | Szezon   | Osztály       | Mérk.     | Gólok     | Mérk. | Gólok | Mérk.      | Gólok      | Mérk. | Gólok | Mérk.    | Gólok    |
| --------- | -------- | ------------- | --------- | --------- | ----- | ----- | ---------- | ---------- | ----- | ----- | -------- | -------- |
| Vasalunds | 2020     | Ettan Fotboll | 27        | 0         | 1     | 0     | –          | –          | –     | –     | 28       | 0        |
| Vasalunds | Összesen | Összesen      | 27        | 0         | 1     | 0     | 0          | 0          | 0     | 0     | 28       | 0        |
| AS Roma   | 2022–23  | Serie A       | 8         | 0         | 2     | 0     | 0          | 0          | –     | –     | 10       | 0        |
| AS Roma   | Összesen | Összesen      | 8         | 0         | 2     | 0     | 0          | 0          | 0     | 0     | 10       | 0        |
| Összesen  | Összesen | Összesen      | 35        | 0         | 3     | 0     | 0          | 0          | 0     | 0     | 38       | 0        |

### Válogatott
2023. március 26-i állapotnak megfelelően.
| Nemzet              | Év       | Mérk. | Gólok |
| ------------------- | -------- | ----- | ----- |
| Bosznia-Hercegovina | 2023     | 2     | 0     |
| Összesen            | Összesen | 2     | 0     |

## Sikerei, díjai
- Vasalunds
  - Ettan Fotboll: 2020

## Külső hivatkozások
- Benjamin Tahirović adatlapja a Transfermarkt oldalon (angolul)
- Benjamin Tahirović adatlapja a Soccerway oldalon (angolul)